# Myxexoristops fronto
Myxexoristops fronto är en tvåvingeart som först beskrevs av Daniel William Coquillett 1897.  Myxexoristops fronto ingår i släktet Myxexoristops och familjen parasitflugor. Inga underarter finns listade i Catalogue of Life.